# 校车橙黄

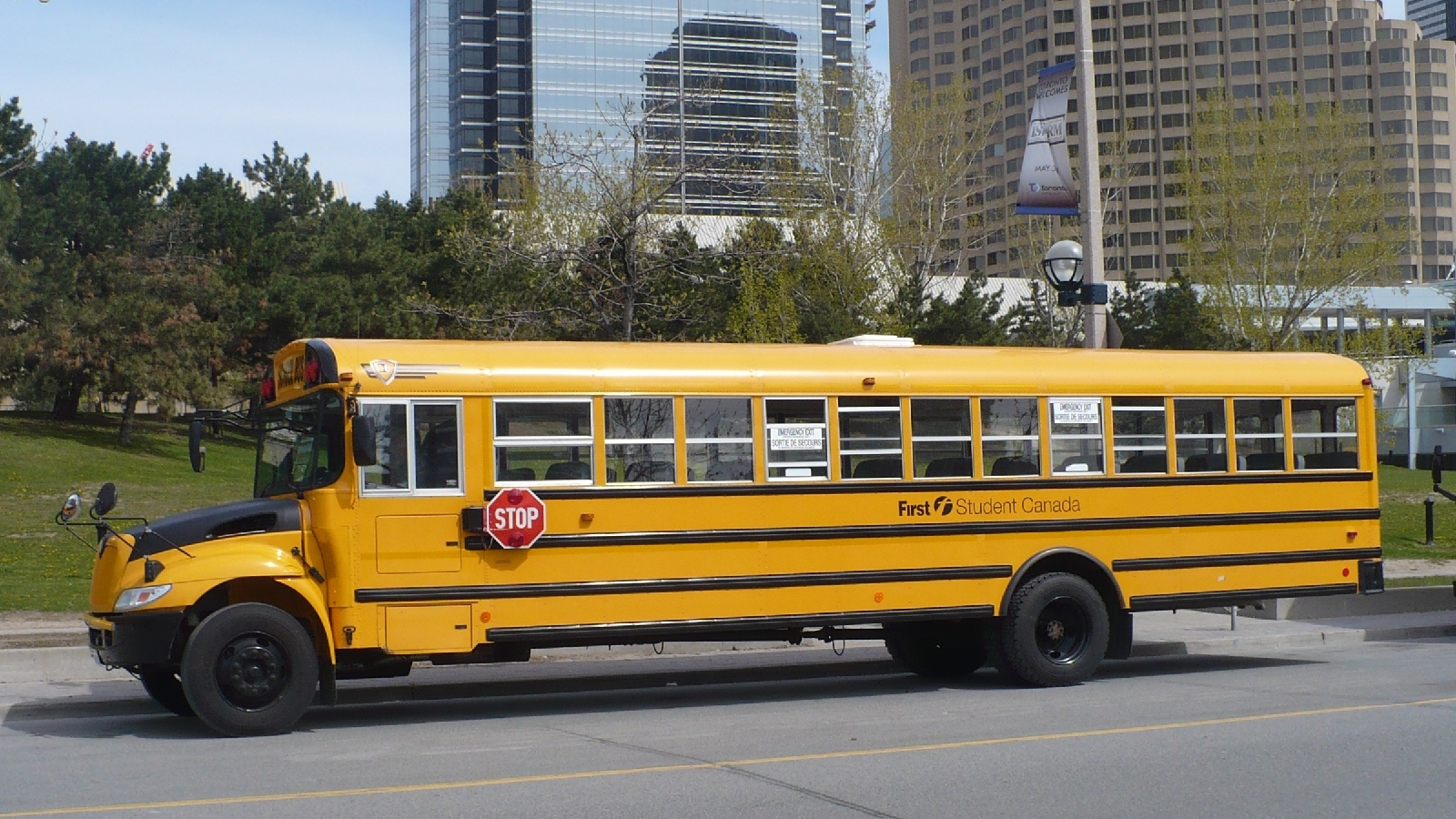
校车橙黄

校车橙黄是校车车身的特征颜色。从1939年到现在，很多美国的校车都是使用这种颜色。在美国，其正式名称是国家校车亮黄（National School Bus Glossy Yellow），而最初称为国家校车铬黄（National School Bus Chrome）。
1939年4月，在哥伦比亚大学师范学院担任教授的哲学博士弗兰克（Frank W. Cyr，黄色校车之父）组织了一个会议，讨论建立国家校车设计的标准，包括校车的黄色标准。“国家校车铬黄”从此出台。因为校车橙黄作底色，字体黑色，会更容易在早上的灰暗中看到。
会议持续七天，当中的出席者总共建立了44种标准，包括关于身体长度的规格、最高限度和走廊的宽度。来自杜邦（DuPont）和Pittsburgh Paint的上色专家也有参加。

## 相关内容
- 校车